# 大松尚逸
大松 尚逸（おおまつ しょういつ、1982年6月16日 - ）は、石川県金沢市出身の元プロ野球選手（外野手、内野手）。左投左打。2020年シーズンから、東京ヤクルトスワローズでコーチを務める。

## 来歴・人物

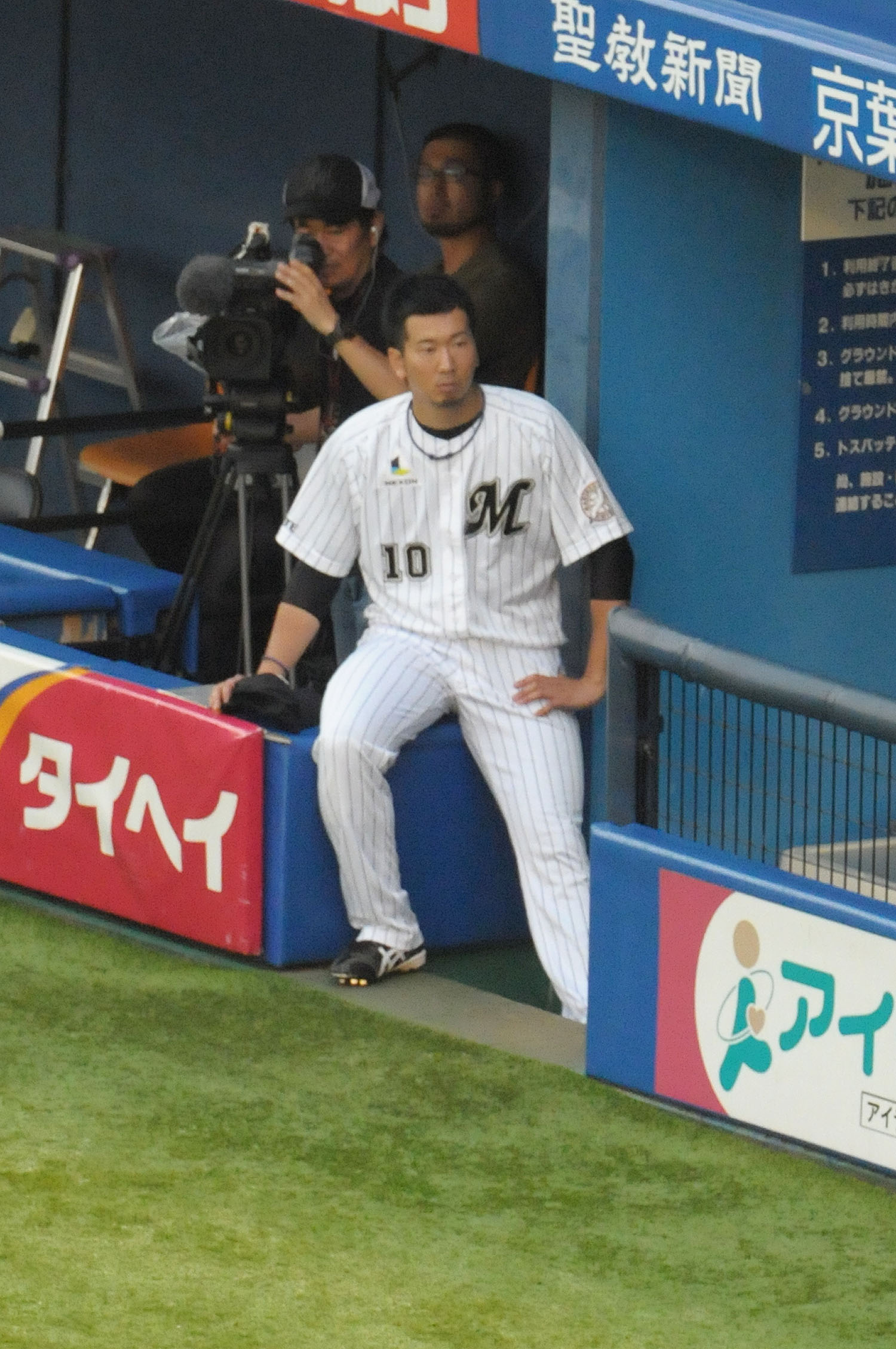
ロッテ時代の2011年8月6日、QVCマリンフィールドにて

### プロ入り前
三馬小3年から三馬クラブで投手として野球を始める。家族は父と兄。金沢市立高尾台中学校陸上部に在籍しながらシニアリーグ・金沢シニアに所属し、キャプテンでエースだった。高校に入りポジションが外野へ変更。肉体改造し当時の石川屈指のスラッガーになった。
金沢高等学校への進学後は、1年時からレギュラーの座を確保したが、春夏とも阪神甲子園球場での全国大会には出場できなかった。
東海大学への進学後は、首都大学野球のリーグ戦に通算88試合出場。打率.288（288打数83安打）、10本塁打、56打点という成績を残すとともに、外野手としてベストナインに3回選ばれた。4年時の2004年には、大学日本代表の主将へ抜擢されると、日米大学野球でMVPを獲得している。
2004年のプロ野球ドラフト会議で、千葉ロッテマリーンズから5巡目で指名を受け、契約金8000万円、年俸1200万円（金額は推定）という条件で入団した。背番号は10。

### ロッテ時代
2005年（1年目）、二軍で4番に定着。同じく新人の竹原直隆と共に二軍の快進撃に貢献した。二軍で打率.288、14本塁打（イースタン・リーグ3位）、55打点（同3位）と活躍し、阪神タイガースと行われたファーム日本選手権では逆転本塁打を放つなど、二軍の日本一に大きく貢献した。7月12日に一軍初出場、17日に初安打を記録。
2006年、4月15日に一軍に昇格し、対西武ライオンズ戦に「1番・右翼手」で即先発出場すると、7回に西口文也からプロ初本塁打となる逆転満塁本塁打を放った。また5月26日には2度目の4番出場でジェレミー・パウエルから決勝3点本塁打を放ちチーム屈指の巨人キラーと名を馳せた。打率は.217と低かったが8本塁打・31打点と非凡な長打力をアピールした。二軍では少ない試合数ながら打率.364を打った。
2007年、能登半島地震が起こった際、石川県出身であることから100万円の義援金を送った。規定打席未満ながらプロ入り初の一軍での打率3割を記録、5本塁打、長打率.437を記録した。
2008年、主に5番打者として起用され、一軍で初めて規定打席に到達、24本塁打、91打点と大きく数字を伸ばした。特に満塁では3HRを含む打率.571と勝負強さを見せた。一方、打率は.262と前年より数字を落とし、特に2ストライク後の打率が.187と課題も残した。また、この年は本拠地での試合に強い（打率.303、13HR、58打点）が、反面敵地での試合を苦手にしていた傾向があり、特に札幌ドームと京セラドームでは48打数5安打、打率.104、1HRと徹底的に抑え込まれていた。オールスターゲームに、柴原洋の欠場による補充選手として出場。第2戦では2本塁打を放つなど活躍し、ベストプレー賞を受賞した。7月は球団の日本人選手最多月間打点（31打点）を記録し、初の月間MVPを受賞した。
2009年、序盤には4月終了時点で打率.093と打撃不振に陥ったが、徐々に復調し4番打者に定着。打率.269 19本塁打 79打点を挙げた。6月11日の広島東洋カープ戦の6回裏、チームは国内最多記録となる1イニングに打者20人で15得点を挙げたが、この回だけで大松は3度打席に入った。1イニングで3度打席に入ったのはプロ野球史上初であり、この回先頭打者の福浦和也はイニング途中で代走として堀幸一と交代した関係で3打席を記録したのは大松一人だった。3打数1安打2打点1得点でアウトを2つ取られている。もう一つのアウトは田中雅彦の犠飛だったため、この回における進塁、得点に絡まない凡打は大松の2本のみであった。7月10日、対北海道日本ハムファイターズ戦でチームが多田野数人に無安打に抑えられる中、9回二死からライト前にヒットを放ち、ノーヒットノーランを阻止した。
2010年、マッチデープログラムが改められた「Marines Magazine」でコラム「尚逸大松の秀逸な話」を担当。前半は5番打者として一時は打率が3割を超えるなど活躍したものの後半戦で大きく調子を落とし7、8番に降格。年間を通して出場したものの、最終的な打撃成績は前年より低くなった。CSファイナルステージで杉内俊哉から3ランを放つなど活躍。日本シリーズでは1戦目に先発出場し、第1打席で適時二塁打を放ったものの、その際に右太腿裏に軽い肉離れを起こし途中交代し、そのまま出番なくシーズンを終えた。
2011年、開幕戦は5番で先発出場したが不振に陥り、開幕3戦目で8番に降格、開幕4戦目では早くもスタメンを外れる。6月に若干調子を上げ4番での起用も増えるが7月に再び不振に陥り二軍落ち。その後は角中勝也やルーキーの伊志嶺翔大の台頭もありなかなか一軍に上がれず、終盤に一軍昇格したが、最終的には打率.215、本塁打2、打点16と一軍定着後自己最低の成績に終わった。なお、サブローの巨人移籍後は後任の選手会長に就任した。
2012年、一塁手にコンバートされることとなり、春季キャンプにおいて臨時守備コーチとして招かれた駒田徳広から重点的に指導を受けた。開幕戦では「7番・一塁手」として先発起用された。シーズンを通して一軍登録を外れることはなかったが、打撃成績は本塁打・打点こそ前年を上回るも打率は2割を切るなどシーズンを通して低調で、9月19日の東北楽天ゴールデンイーグルス戦に代打で出場した際にはファンからブーイングが起こった。また、登録は外野手のままではあったが外野手での出場は全くなかった。
2013年、球団から正式に内野手として登録することを発表された。開幕を一軍で迎えたものの不調で4月5日に抹消された。その後再び一軍登録されると、自身の誕生日である6月16日の中日ドラゴンズ戦の7回裏、5-5の二死満塁の場面で適時打を放ちこれが決勝打となり、ヒーローインタビューでは顔面にクリームを塗られる手荒い祝福も受けた。井口資仁の一塁コンバート、クレイグ・ブラゼルの加入などもあり、再び外野手としての起用も増えたものの、終盤はG.G.佐藤の好調もあり出番はなく、ルーキーイヤー以来となる本塁打0に終わった。
2014年、4月9日のオリックス・バファローズ戦で567日ぶりの本塁打を放ち、一時は腰痛の今江敏晃に代わり4番に座った。しかし5月以降は調子を落とし、一塁は前年同様井口が、左翼は新外国人のチャッド・ハフマンが起用されるようになったこともあり出場機会が限られ、打率は1割台に終わった。
2015年、一軍出場はルーキーイヤーに次ぐ少なさである18試合に留まり、本塁打も0に終わった。シーズン中にFA権を獲得するが行使せず、640万円減の推定2520万円でサインした。
2016年、5月29日のイースタン・リーグ対楽天戦での走塁中に、右アキレス腱を断裂。全治まで6か月を要するほどの重症だったことから、翌30日に患部の手術を受けたため、プロ入り後初めて一軍公式戦への出場機会がなかった。10月2日に球団から戦力外通告を受けた。その際に二軍打撃コーチへの就任を打診されたが、「（現役の選手として）やり残したことがある」という理由で固辞したため、事実上退団が決まった。12月2日付で、NPBから自由契約選手として公示。右アキレス腱の回復に努めながら、ロッテ以外の球団での現役続行を目指すことを表明した。
2017年1月には、東京ヤクルトスワローズが、2月の春季二軍浦添キャンプに大松を招待する方針を明らかにした。「実戦経験が豊富な左打ちの長距離打者が少ない」というチーム事情を背景に、右アキレス腱の状態が良好であることが数回にわたる編成担当者との面談で確認されたことによるもので、入団テストを兼ねて2月14日から17日まで参加。最終日の17日に、テストへの合格が発表された。

### ヤクルト時代
2017年2月19日に、ヤクルトへの入団契約で合意したことが球団から発表された。背番号は66。一軍より先に開幕したイースタン・リーグ公式戦で、6試合の出場ながら打率.526、2本塁打、8打点を記録。3月31日には、横浜DeNAベイスターズとの開幕戦7回裏に、代打で自身596日ぶりの一軍公式戦出場を果たした。5月9日の対広島東洋カープ戦（いずれも神宮球場）では、同点の延長12回無死無走者の局面で代打に起用されると、中田廉から一軍公式戦では自身3年ぶり、セントラル・リーグ公式戦では初めての本塁打を放ってチームをサヨナラ勝利に導いた。以降の公式戦にも、主に左の代打として出場。その一方で、セ・パ交流戦期間中には、指名打者制度を取るパ・リーグ球団主催試合でクリーンアップを任された。さらに、7月26日の対中日ドラゴンズ戦（神宮）では、10-10で迎えた延長10回裏にシーズン2本目の代打サヨナラ本塁打を伊藤準規から記録。7回表の終了時点で0-10の大差を付けられていたチームを、「最大10点差からの逆転サヨナラ勝利」というNPB一軍公式戦史上4回目の快挙に導いた。
2018年、一軍公式戦での出場機会がないまま、10月2日に戦力外通告を受けた。大松自身は通告後も、ロッテ時代のチームメイトだった今江敏晃・伊志嶺翔大・中村奨吾や広島東洋カープの田中広輔などが参加する自主トレーニングのリーダーを務めながら、現役続行を模索。NPB12球団合同トライアウトへの参加こそ見送ったものの、一時は、アメリカの独立リーグやリーガ・メヒカーナ・デ・ベイスボルの球団と積極的に接触していた。

### BCリーグ・福井時代
2019年3月25日に、ベースボール・チャレンジ・リーグ（BCリーグ）の福井ミラクルエレファンツが、大松の入団を発表した。背番号は9。
春から左膝の状態が悪く、半月板損傷と診断されるも注射を打つなどして試合に出続けたが、左脹脛痛で離脱。6月22日に復帰するも、8月17日の対新潟アルビレックスBC戦で飛球を打って一塁に走る際に左膝半月板を断裂し、歩行すら困難な状況に陥った。9月4日に全治3か月の手術を受ける。同月8日に同年限りで現役を引退する意向を示し、翌日、福井球団より任意引退での退団が発表された。

### 現役引退後
2020年シーズンからは、ヤクルトの二軍打撃コーチを担当。その後、2022年シーズンからは一軍打撃コーチを担当して、2024年シーズンからは一軍打撃チーフコーチを務める。

## 選手としての特徴

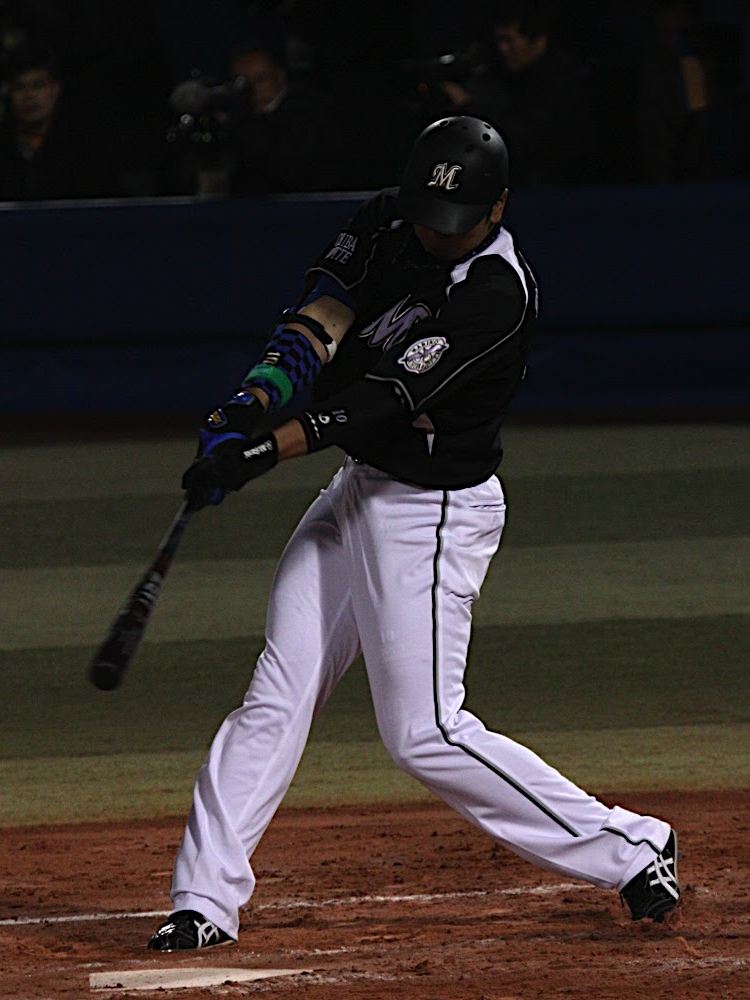
大松のスイング（ロッテ時代の2010年）

ロッテへの入団当初は同期入団の竹原直隆と共に「成長株」として期待された。当時の二軍監督で、後に二軍ヘッドコーチも務めた古賀英彦は、福岡ダイエーホークスの二軍監督時代に大松と同じ左打者の松中信彦を育て上げた経験から、大松に対して「松中になれる逸材」との賛辞を寄せていた。
外野の3つのポジションを全て守るが、2007年以降はほとんど中堅手は守っていない。2006年には、一軍公式戦に守備要員として起用されることもあった。2011年終盤より一塁手の練習を始め、2012年に本格的に一塁手に転向。同年5月4日の西武戦でランダウンプレイの際に一塁走者のエステバン・ヘルマンの背中に送球を当てるなど、不慣れなミスもあった。
ロッテ時代に涌井秀章・西口文也（対戦時点ではいずれも西武に在籍）や田中将大（対戦時点では楽天に在籍）を得意にするなど右投手に強い一方で、和田毅などの左投手と対した時の打撃に課題を残している。2008年に24本塁打を放ってから3年連続2桁本塁打を記録した長打力を持つが、2011年以降は成績が下降。
2006年に一軍公式戦初本塁打を満塁で記録。2008年には1シーズンに3本の満塁本塁打を放ったほか、満塁で迎えた打席での通算打率が.571にまで達した。2009年・2011年にも一軍公式戦で1本ずつ満塁本塁打を記録したことや、飛距離が非常に長い打球で一時本塁打を量産したことなどを背景に、ファンからは「満塁男」や「世界遺産」とも呼ばれている。

## 詳細情報

### 年度別打撃成績
| 年 度      | 球 団      | 試 合 | 打 席 | 打 数 | 得 点 | 安 打 | 二 塁 打 | 三 塁 打 | 本 塁 打 | 塁 打 | 打 点 | 盗 塁 | 盗 塁 死 | 犠 打 | 犠 飛 | 四 球 | 敬 遠 | 死 球 | 三 振 | 併 殺 打 | 打 率 | 出 塁 率 | 長 打 率 | O P S |
| ---------- | ---------- | ----- | ----- | ----- | ----- | ----- | -------- | -------- | -------- | ----- | ----- | ----- | -------- | ----- | ----- | ----- | ----- | ----- | ----- | -------- | ----- | -------- | -------- | ----- |
| 2005       | ロッテ     | 3     | 8     | 7     | 0     | 1     | 0        | 0        | 0        | 1     | 0     | 0     | 0        | 0     | 0     | 1     | 0     | 0     | 2     | 0        | .143  | .250     | .143     | .393  |
| 2006       | ロッテ     | 74    | 194   | 180   | 13    | 39    | 7        | 0        | 8        | 70    | 31    | 1     | 0        | 2     | 0     | 10    | 1     | 2     | 49    | 2        | .217  | .266     | .389     | .655  |
| 2007       | ロッテ     | 77    | 232   | 213   | 24    | 64    | 14       | 0        | 5        | 93    | 22    | 1     | 0        | 2     | 2     | 14    | 2     | 1     | 31    | 7        | .300  | .343     | .437     | .780  |
| 2008       | ロッテ     | 134   | 489   | 447   | 62    | 117   | 30       | 2        | 24       | 223   | 91    | 1     | 1        | 1     | 4     | 33    | 2     | 4     | 73    | 6        | .262  | .316     | .499     | .815  |
| 2009       | ロッテ     | 139   | 553   | 494   | 67    | 133   | 28       | 1        | 19       | 220   | 79    | 0     | 3        | 2     | 6     | 47    | 1     | 4     | 80    | 11       | .269  | .334     | .445     | .779  |
| 2010       | ロッテ     | 142   | 603   | 534   | 63    | 139   | 24       | 2        | 16       | 215   | 68    | 0     | 3        | 1     | 3     | 56    | 4     | 9     | 99    | 16       | .260  | .339     | .403     | .742  |
| 2011       | ロッテ     | 64    | 200   | 183   | 10    | 39    | 6        | 0        | 2        | 51    | 16    | 0     | 0        | 0     | 2     | 13    | 0     | 2     | 44    | 5        | .213  | .270     | .279     | .549  |
| 2012       | ロッテ     | 89    | 275   | 258   | 15    | 51    | 9        | 0        | 5        | 75    | 22    | 0     | 0        | 3     | 3     | 9     | 0     | 2     | 46    | 7        | .198  | .228     | .291     | .519  |
| 2013       | ロッテ     | 35    | 82    | 77    | 6     | 20    | 5        | 0        | 0        | 25    | 8     | 0     | 0        | 0     | 0     | 3     | 0     | 2     | 16    | 1        | .260  | .305     | .325     | .630  |
| 2014       | ロッテ     | 36    | 90    | 82    | 7     | 15    | 7        | 0        | 2        | 28    | 9     | 0     | 0        | 0     | 0     | 7     | 0     | 1     | 12    | 2        | .183  | .256     | .341     | .597  |
| 2015       | ロッテ     | 18    | 53    | 49    | 5     | 11    | 3        | 0        | 0        | 14    | 5     | 0     | 0        | 0     | 1     | 3     | 0     | 0     | 12    | 2        | .224  | .264     | .286     | .550  |
| 2017       | ヤクルト   | 94    | 143   | 130   | 5     | 21    | 3        | 0        | 3        | 33    | 16    | 0     | 0        | 0     | 0     | 13    | 0     | 0     | 27    | 5        | .162  | .238     | .254     | .492  |
| 通算：12年 | 通算：12年 | 905   | 2922  | 2654  | 277   | 650   | 136      | 5        | 84       | 1048  | 367   | 3     | 7        | 11    | 21    | 209   | 10    | 27    | 491   | 64       | .245  | .304     | .395     | .699  |

### 年度別守備成績
| 年 度 | 球 団    | 一塁  | 一塁  | 一塁  | 一塁  | 一塁  | 一塁     | 外野  | 外野  | 外野  | 外野  | 外野  | 外野     |
| 年 度 | 球 団    | 試 合 | 刺 殺 | 補 殺 | 失 策 | 併 殺 | 守 備 率 | 試 合 | 刺 殺 | 補 殺 | 失 策 | 併 殺 | 守 備 率 |
| ----- | -------- | ----- | ----- | ----- | ----- | ----- | -------- | ----- | ----- | ----- | ----- | ----- | -------- |
| 2005  | ロッテ   | -     | -     | -     | -     | -     | -        | 3     | 6     | 0     | 0     | 0     | 1.000    |
| 2006  | ロッテ   | -     | -     | -     | -     | -     | -        | 52    | 63    | 2     | 2     | 0     | .970     |
| 2007  | ロッテ   | -     | -     | -     | -     | -     | -        | 50    | 66    | 1     | 1     | 0     | .985     |
| 2008  | ロッテ   | -     | -     | -     | -     | -     | -        | 125   | 190   | 5     | 2     | 2     | .990     |
| 2009  | ロッテ   | -     | -     | -     | -     | -     | -        | 137   | 223   | 10    | 5     | 1     | .979     |
| 2010  | ロッテ   | -     | -     | -     | -     | -     | -        | 140   | 246   | 6     | 2     | 1     | .992     |
| 2011  | ロッテ   | -     | -     | -     | -     | -     | -        | 42    | 75    | 0     | 0     | 0     | 1.000    |
| 2012  | ロッテ   | 74    | 539   | 34    | 7     | 26    | .988     | -     | -     | -     | -     | -     | -        |
| 2013  | ロッテ   | 16    | 83    | 10    | 1     | 9     | .989     | 7     | 13    | 0     | 0     | 0     | 1.000    |
| 2014  | ロッテ   | 14    | 57    | 4     | 0     | 6     | 1.000    | 16    | 23    | 0     | 0     | 0     | 1.000    |
| 2015  | ロッテ   | 17    | 124   | 11    | 0     | 5     | 1.000    | 1     | 0     | 0     | 0     | 0     | .000     |
| 2017  | ヤクルト | 23    | 95    | 9     | 1     | 8     | .990     | -     | -     | -     | -     | -     | -        |
| 通算  | 通算     | 134   | 898   | 68    | 9     | 54    | .991     | 573   | 905   | 24    | 12    | 4     | .987     |

- 各年度の太字はリーグ最高

### 表彰
- 月間MVP：1回（打者部門：2008年7月）
- 月間サヨナラ賞：1回（2017年7月）
- クライマックスシリーズファイナルステージ特別賞：1回（2010年）
- オールスターゲーム・ベストプレー賞：1回（2008年第2戦）

### 記録
初記録
- 初出場・初先発出場：2005年7月12日、対西武ライオンズ11回戦（インボイスSEIBUドーム）、「7番・中堅手」で先発出場
- 初打席：同上、2回表に涌井秀章から三飛
- 初安打：2005年7月17日、対オリックス・バファローズ9回戦（千葉マリンスタジアム）、7回裏にケビン・バーンから右前安打
- 初本塁打・初打点：2006年4月15日、対西武ライオンズ5回戦（インボイスSEIBUドーム）、7回表に西口文也から右越満塁
- 初盗塁：2006年9月12日、対東北楽天ゴールデンイーグルス18回戦（千葉マリンスタジアム）、8回裏に二盗（投手：岩隈久志、捕手：藤井彰人）

その他の記録
- 1イニング3打席：2009年6月11日、対広島東洋カープ4回戦（千葉マリンスタジアム）、6回裏に記録 ※史上初
- ロッテ球団通算7000号本塁打：2010年8月28日、対福岡ソフトバンクホークス19回戦（福岡Yahoo!JAPANドーム）
- シーズン代打サヨナラ本塁打：2本（2017年） ※史上4人目
- オールスターゲーム出場：1回（2008年）

### 独立リーグでの打撃成績
| 年 度     | 球 団     | 試 合 | 打 数 | 得 点 | 安 打 | 二 塁 打 | 三 塁 打 | 本 塁 打 | 塁 打 | 打 点 | 三 振 | 四 球 | 死 球 | 犠 打 | 犠 飛 | 盗 塁 | 失 策 | 併 殺 打 | 打 率 | 出 塁 率 | 長 打 率 | O P S |
| --------- | --------- | ----- | ----- | ----- | ----- | -------- | -------- | -------- | ----- | ----- | ----- | ----- | ----- | ----- | ----- | ----- | ----- | -------- | ----- | -------- | -------- | ----- |
| 2019      | 福井      | 21    | 53    | 5     | 12    | 0        | 0        | 3        | 21    | 8     | 13    | 12    | 0     | 0     | 1     | 0     | 0     | 1        | .226  | .364     | .396     | .760  |
| 通算：1年 | 通算：1年 | 21    | 53    | 5     | 12    | 0        | 0        | 3        | 21    | 8     | 13    | 12    | 0     | 0     | 1     | 0     | 0     | 1        | .226  | .364     | .396     | .760  |

### 背番号
- 10（2005年 - 2016年）
- 66（2017年[11] - 2018年）
- 9（2019年[19]）
- 78（2020年 - ）